# 일인지하
《일인지하》(중국어: 一人之下, 병음: Yī rén zhī xià 이런즈샤[*])는 중국의 웹툰이자 그것을 원작으로 한 일본의 텔레비전 애니메이션이다.

## 등장 인물
- 장초람/장추란 (张楚岚) - 성우 : 타마루 아츠시(유소기 - 이이다 유코) / 샤허우뤄펑(夏侯落枫)(유소기 - 옌머머(阎么么))
- 풍보보/펑바오바오 (冯宝宝) - 성우 : 하야미 사오리 / 샤오롄사(小连杀)
- 서삼/쉬싼 (徐三) - 성우 : 노지마 켄지 / 텅신(藤新)
- 서사/쉬쓰 (徐四) - 성우 : 타치바나 신노스케 / 샤레이(夏磊)
- 원숭이 - 성우 : 야마구치 캇페이 / 류제(劉傑)
- 유연연/류옌옌 (柳妍妍) - 성우 : 아카이 아야카 / 구이냥(龟娘)
- 서상/쉬샹 (徐翔) - 성우 : 카즈히코 키시노(유소기 - 아카이 아야카) / 정롄(郑炼)(유소기 - 청리(橙璃))
- 장석림/장시린 (张锡林) - 성우 : 미야자와 타다시 / 궈정젠(郭政建)
- 장여덕/장위더 (张予德) - 성우 : 야마모토 카네히라 / 장레이(张磊)
- 하화/샤허/나츠카 (夏禾) - 성우 : 히카사 요코 / 산신(山新)
- 여양/뤼량 (吕良) - 성우 : 미야케 마리에 / 왕첸광(王晨光)
- 풍사연/펑사옌 (风沙燕) - 성우 : 하라 유미 / 선녠루(沈念如)
- 풍아아/펑야야 (风雅雅) - 성우 : 이자와 시오리 / 유우웨산(幽舞越山)
- 장영옥/장링위 (张灵玉) - 성우 : 토리우미 코스케 / 아제(阿杰)
- 진과/천궈 (陈果) - 성우 : 야마모토 아야 / 쓰다오후이장(四刀辉彰)
- 업흥/예싱 (业兴) - 성우 : 우사미 와타루 / 하오샹하이(郝祥海)
- 극운/지윈 (极云) - 성우 : 사카마키 마나부 / 퉁인(瞳音)
- 풍정호/펑정하오 (风正豪) - 성우 : 시로쿠마 히로시 / 루쿠이(陆揆), 장전(张震)
- 가정유/자정위 (贾正瑜) - 성우 : 쇼지 카츠야 / 하오샹하이(郝祥海)
- 풍성동/펑싱퉁 (风星潼) - 성우 : 카와니시 켄고 / 쑤상칭(苏尚卿)
- 강영/캉잉 (康莹) - 성우 : 요시토미 치카 / 뤄루페이(洛如菲)
- 담창/탄창 (谭唱) - 성우 : 아베 다이키 / 퉁인(瞳音)
- 육근/루진 (陆瑾) - 성우 : 타치바나 료 / 가오펑(高枫)
- 노천사 (老天師) - 성우 : 우시키 마사토 / 장윈밍(张云明)
- 양열/양례 (杨烈) - 성우 : 하야시 다이치 / 류밍웨(刘明月)
- 서상의 아버지 - 성우 : 야마시타 다이키 / 자오천건(赵成根)
- 서상의 어머니 - 성우 : 마루야마 유카 / 멍신(孟鑫)

## 화 목록
제1기
| 화수   | 부제 (韓 中 日)                                   | 그림 콘티                   | 연출                                                   | 작화 감독 | 총작화 감독            |
| ------ | ------------------------------------------------- | --------------------------- | ------------------------------------------------------ | --- | ---------------------- |
| 제1화  | "장가의 비밀? (谛听吾言，神钦鬼伏 張家の秘密？)"  | 모리 미츠오                 | 다카야마 히데키 타츠와 나오유키                        | 황영식(Hwang Youngsik) | -                      |
| 제2화  | "주인과 하인 (相自我改，命自我造 主人と下僕)"     | 모리 미츠오                 | 다카야마 히데키, 타케우치 미츠코 안도 켄 키무라 히로시 | Hwang Youngsik, 나카야 사토루 츠쿠마 타케노리, 용홍                                                                       | 나츠노 하무토 키리폰타 |
| 제3화  | "거짓말 (时运不通，妄求无益 嘘)"                  | 모리 미츠오                 | 다카야마 히데키, 타케우치 미츠코 타츠와 나오유키       | Hwang Youngsik, 김수호(Kim Suho) 박이남(Park Inam)                                                                        | 나츠노 하무토 키리폰타 |
| 제4화  | "혼돈 (祸兮福之所倚，福兮祸之所伏 混沌)"          | 왕흔(王昕)                  | 야마구치 미히로                                        | 호무라 미노리, 이카이 카즈유키 츠쿠마 타케노리, 핫토리 노리토모 후지키 야스시, 나리마츠 요시토                            | 나츠노 하무토 키리폰타 |
| 제5화  | "환영 속달에 (祸福无门，惟人自召 ようこそ速達へ)" | 왕흔                        | 다카야마 히데키, 타케우치 미츠코 키무라 히로시         | Hwang Youngsik 김종범(Kim Jongbeom)                                                                                       | 키리폰타               |
| 제6화  | "뇌신 (观天之道，执天之行 雷神)"                  | 왕흔                        | 칸바라 유지                                            | 나카야 사토루, 츠쿠마 타케노리 이시다 케이이치, 하마카와 슈지로 宇都木勇, 이카이 카즈유키 가와구치 히로아키               | 키리폰타               |
| 제7화  | "추란의 마음 (人心皆散乱，一念便纯真 楚嵐の想い)" | 왕흔                        | 다카야마 히데키, 타케우치 미츠코                       | Hwang Youngsik | 키리폰타               |
| 제8화  | "잠입 (一点诚心，万缘俱息 潜入)"                  | 후지와라 준 모리토모 히로키 | 키무라 히로시                                          | 기리탄포, 야나세 조지 타니구치 모토히로, 후지와라 준 나츠노 하무토, 이와타 사치코 스기우라 히데유키, 사쿠라이 타쿠로 쵸인 | 키리폰타               |
| 제9화  | "비술 (有求皆苦，无欲则刚 秘術)"                  | 후지와라 준                 | 타카다 마사토요                                        | 中村路之将, 根津隣行 | 키리폰타               |
| 제10화 | "바오바오 (道去人死，水干鱼终 宝宝)"              | 니시모리 아키라             | 야마토 나오미치                                        | 쿠레바야시 센리, 카도 토모아키                                                                                            | 키리폰타 나츠노 하무토 |
| 제11화 | "1944 (人在道中，道在人中 一九四四)"              | 왕흔                        | 오노 마나부                                            | 이토 다이스케, 이주현 | -                      |
| 제12화 | "미래로 (欲求无上道，大众念天尊 未来へ)"          | 왕흔                        | 키무라 히로시, 타츠와 나오유키                         | 키리폰타, 나츠노 하무토 Inn Cyou                                                                                          | -                      |

제2기
| 화수   | 부제 (韓 中 日)                            | 그림 콘티    | 연출                   | 작화 감독                     | 총작화 감독    |
| ------ | ------------------------------------------ | ------------ | ---------------------- | ----------------------------- | -------------- |
| 일(壹) | "나천대초 (风起云涌，罗天大醮！ 羅天大醮)" | 왕흔         | 김중호, 양진철         | 권은경, 이미영 서정덕         | 이시민         |
| 이(貳) | "용호산 (龙虎山 龍虎山)"                   | 진화         | 김중호, 양진철         | 허형준                        | 이시민         |
| 삼(參) | "후안무치 (不摇碧莲 厚顔無恥)"             | 진화         | 김중호, 연경덕, 양진철 | 이미영                        | 이시민         |
| 사(四) | "32인 (三十二人 三十二人)"                 | 진화, 아동익 | 김부영, 양진철         | 이미영, 주명걸                | 이시민, 용홍   |
| 오(伍) | "기체원류 (炁体源流 気体源流)"             | 진화         | 이흥주, 김창귀         | 이정권, 박애리 송문주, 허형준 | 이시민, 용홍   |
| 육(陸) | "미끼 (饵 餌)"                             | 진화         | 김강원                 | 김태두, 허윤가                | 이시민, 용홍   |
| 칠(七) | "36도적 (三十六贼 三十六賊)"               | 진화         | 이부희                 | 김혜정, 장영선 이미영, 오현아 | 이시민, 용홍   |
| 팔(八) | "능응은조 (神莹内敛 能鷹隠爪)"             | 왕흔         | 김부영                 | 이미영, 오현아                | 이시민         |
| 구(九) | "기문현상 심법 (奇门显像 奇門顕像心法)"    | 진화         | 김주석, 김명형         | 김혜정, 장영선 권용상         | 이시민, 진숙군 |